# Nick McCarthy
Nicholas Augustine McCarthy es el exguitarrista de la banda de rock indie Franz Ferdinand. Nació en Blackpool el 13 de diciembre de 1974, pero creció en Rosenheim (Baviera, Alemania). Estudió piano (modalidad de música clásica) en el Conservatorio de Múnich. “Tomaba prestados” aquellos coches cuyos propietarios no tenían la costumbre de cerrar. Estas lecciones cívicas que Nick daba a su comunidad lo hicieron acreedor del mote de “Nick McCar-Thief”. En sus ratos libres tocaba el bajo en Embryo, una banda de jazz alemana. Llegó a Glasgow convencido por sus amigos de Múnich, quienes le aseguraron que era un lugar divertido para vivir. Poco después se dio cuenta de la mala decisión que había tomado: estaba aburrido, sin dinero, desempleado y solo.
En el año 2002, McCarthy colaboró con la banda alemana Kamerakino, en su disco "Paradiso", tocando el contrabajo y el bajo electrónico.
Alex Kapranos lo conoció, cuando Nick robaba su vodka en una fiesta de la escuela de arte. Lo único que evitó que se agarraran a golpes fue la mentira de McCarthy, al comentarle a su contendiente que sabía tocar la batería. Nick es pianista y bajista, forjado en el Conservatorio de Múnich, Alemania, y como cualquier persona podía golpear la batería, pero eso no significaba que supiera tocarla. Después de reunirse en una mansión con Kapranos y darse cuenta de que podían escribir canciones juntos, McCarthy accedió a ser parte de Franz Ferdinand, sobre todo porque le gustó la idea de componer música que hiciera bailar a las chicas. Más tarde intercambió instrumento con Paul Thomson (batería de la banda) y finalmente, se quedó como el guitarrista fijo del grupo. 
El 2 de julio de 2005, Nick se casó con Manuela Gernede, en Baviera. Franz Ferdinand tuvo que cancelar su participación en el concierto Live 8, para que la pareja pudiera contraer matrimonio.
Recientemente se anunció que McCarthy prepara un proyecto musical -alterno a Franz Ferdinand- junto a su esposa, quién será la voz principal de la agrupación, que llevará el nombre de Box Codax. Su álbum debut "Only An Orchard Away" salió a la venta el 7 de agosto en Reino Unido, su primer sencillo "Naked Smile" (Sonrisa Desnuda) fue lanzado en otoño de 2006.
En 2016 se anuncia su salida de Franz Ferdinand.